# 李虞仲
李 虞仲（り ぐちゅう、772年 - 836年）は、唐代の官僚。字は見之。本貫は邢州柏仁県。

## 経歴
大暦十才子のひとりの李端の子として生まれた。詩を得意とした。元和初年、進士に及第し、さらに制策に登第して、弘文館校書郎に任じられた。荊南節度使の下で従事をつとめ、入朝して太常寺博士となり、兵部員外郎・司勲郎中を歴任した。宝暦元年（825年）、考制策に詳しかったことから、考制策官をつとめた。兵部郎中に転じ、知制誥となり、中書舎人に任じられた。大和4年（830年）、華州刺史として出向し、御史大夫を兼ねた。入朝して左散騎常侍に任じられ、秘書監を兼ねた。大和8年（834年）、尚書右丞に転じた。大和9年（835年）、兵部侍郎となった。ほどなく吏部侍郎に転じた。開成元年（836年）4月、死去した。享年は65。吏部尚書の位を追贈された。

## 伝記資料
- 『旧唐書』巻163 列伝第113
- 『新唐書』巻177 列伝第102